# Юрченко Федір Сергійович
Федір Сергійович Юрченко (21 лютого 1913 — 16 жовтня 1943) — учасник боїв на Халхін-Голі та нацистсько-радянської війни, штурман ескадрильї 44-го швидкісного бомбардувального авіаційного полку ВПС Ленінградського фронту, Герой Радянського Союзу, капітан.

## Нагороди
- Орден Вітчизняної війни I ступеня
- Медаль «Золота Зірка» Героя Радянського Союзу
- Орден Червоного Прапора
- Орден Леніна